# Медаль «Защитникам Порт-Артура» (Франция)
Медаль «Защитникам Порт-Артура» (Франция) — неофициальная памятная медаль Франции, выпущенная по частной инициативе для награждения российских солдат и офицеров, участников обороны Порт-Артура.

## Основные сведения
Медаль «Защитникам Порт-Артура» — медаль, выпущенная во Франции для награждения военнослужащих Российской империи, которые участвовали в длительной и тяжёлой обороне Порт-Артура, которая длилась с 30 июля по 23 декабря 1904 года. Инициатором сбора средств для чествования защитников Порт-Артура был Анри Симон, издатель газеты L'Écho de Paris. Было собрано порядка 100 тысяч франков. Сумма была потрачена на подарки для чествования коменданта Порт-Артура Стесселя и на изготовление и вручение медалей. За то время, пока организовывался сбор благотворительности, чеканка и передача медалей в Россию, начался суд над Анатолием Михайловичем Стесселем за сдачу крепости Порт-Артур. Это существенно сказалось на дальнейшей истории медали. Важно заметить, что российских государственных специальных наград героическим защитникам Порт-Артура на тот момент не было, хотя и медаль «В память русско-японской войны» имела особый серебряный вариант, предназначавшийся именно им. Позже, в честь 10-летия обороны Порт-Артура был учреждён крест «За Порт-Артур».

## Порядок награждения и ношения медали
В зависимости от материала, медали предназначались разным категориям награждаемых. Медали из позолоченного серебра предназначались офицерам, из серебра — унтер-офицерам, а из бронзы для матросов, солдат, санитаров, портовых рабочих и прочих участников обороны Порт-Артура. Прямые наследники погибших могли получить медаль для хранения в семье.
Поскольку на медали присутствовало имя осуждённого Стесселя, после доставки медалей в Россию они длительное время хранились в Морском министерстве. Через некоторое время их решились выдать, но со следующими условиями: медали нельзя будет носить, у медалей следует удалить ушки, за счёт получателя будет удалено с медали упоминание о Стесселе. Это лишало бы медали всякого смысла, превращая их в памятные жетоны. Большинство порт-артурцев на это не согласилось. В итоге медали начали выдавать с 1 декабря 1910 года без права ношения, поскольку медаль не имела государственного статуса. Непосредственную раздачу медалей организовал «Кружок защитников Порт-Артура в Санкт-Петербурге». Для получения медали требовалось свидетельство на право ношения серебряной медали «В память русско-японской войны».

## Описание медали
Было три варианта медали, из позолоченного серебра, обычного серебра или бронзы. Диаметр 32 мм. На лицевой стороне изображена батальная сцена с участием двух русских солдат и женщина, символизирующая Францию, которая увенчивает солдат венками. У бортика медали полукругом расположена надпись: «DEFENSE DE PORT- ARTHUR 1904 •». На оборотной стороне изображён лев, корона, знамя, два орла и картуш. В картуше надпись: «LA FRANCE — AU GENERAL STŒSSEL ET SES HEROI’QUES SOLDATS», что переводится как «ФРАНЦИЯ ГЕНЕРАЛУ СТЕССЕЛЮ И ЕГО ГЕРОИЧЕСКИМ СОЛДАТАМ». Под картушем, вдоль бортика, дугой вдавленная надпись: «SOUSCRIPTION DE L’ECO DE PARIS», что переводится как «ПО ПОДПИСКЕ ЭКО ДЕ ПАРИ». Вместо традиционного ушка использовалась сложная подвеска в виде двух изогнутых дельфинов, прикреплявшихся к скобе, предназначенной для крепления к ленте. Лента имела сине-бело-красную окантовку, в цвет флага Франции, широкую полосу голубого цвета между двумя белыми полосами.